# Europeiska unionens utsläppshandelssystem

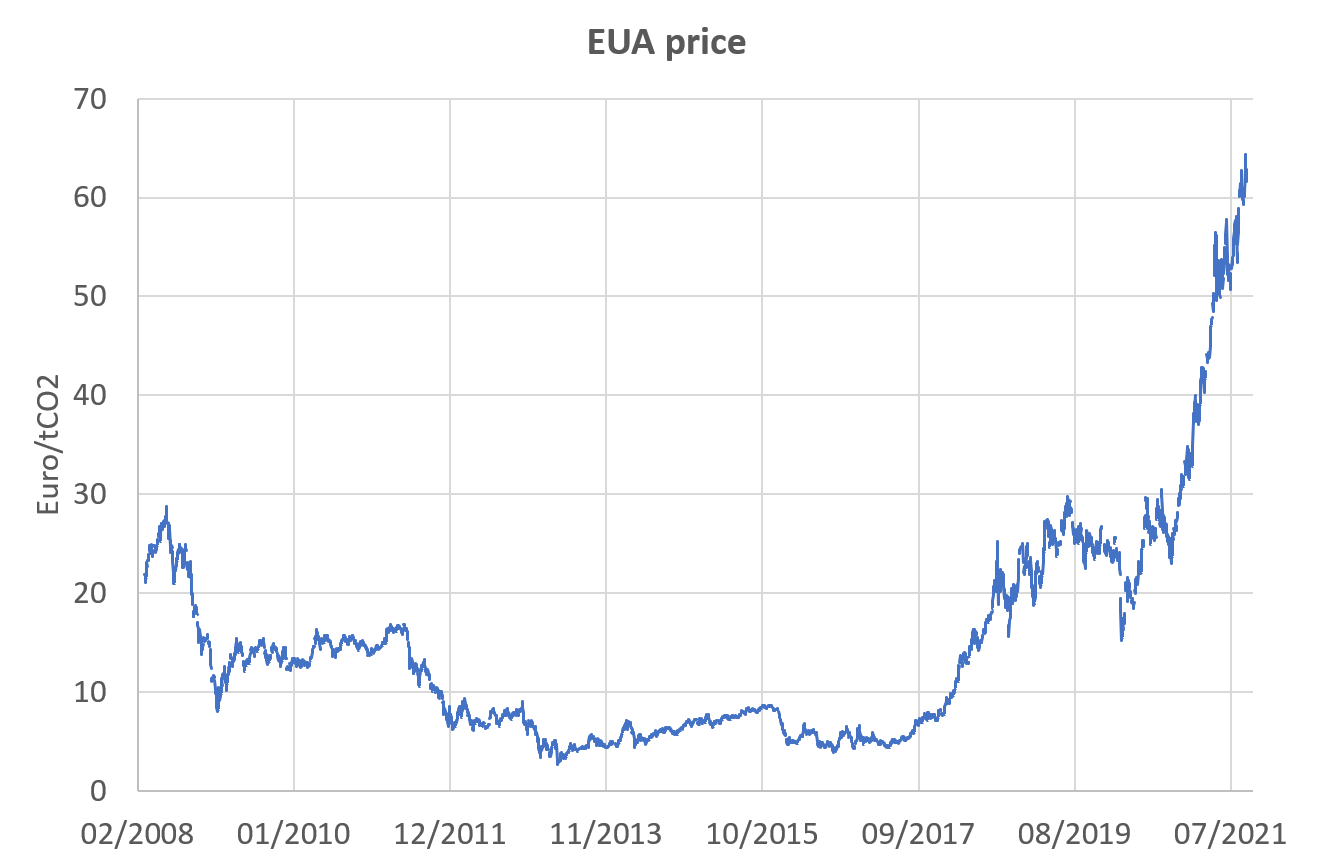
Priset på koldioxid inom Europeiska unionens utsläppshandelssystem.

Europeiska unionens utsläppshandelssystem (engelska: European Union Emissions Trading System, EU ETS) är ett system för handel med utsläppsrätter för växthusgaser inom Europeiska unionen. Även Island, Liechtenstein och Norge ingår i systemet genom EES-avtalet. Systemet inrättades den 1 januari 2005 och utgör en central del av unionens miljöpolitik.
Utsläppshandelssystemet syftar till att få ner utsläppen av växthusgaser inom unionen på ett så ekonomiskt effektivt sätt som möjligt. Systemet innefattar en viss mängd utsläppsrätter för utsläpp av växthusgaser som handlas på en marknad där utbud och efterfrågan sätter priset på utsläpp.